# Duda (football, 1995)
Pour les articles homonymes, voir Duda.
Maria Eduarda Francelino da Silva, plus communément appelée Duda, née le 18 juillet 1995 à Pernambouc au Brésil, est une joueuse internationale brésilienne de football évoluant au poste d'attaquante au club de São Paulo FC.

## Biographie
Avec l'équipe du Brésil des moins de 20 ans, elle participe à la Coupe du monde féminine des moins de 20 ans en 2014. Lors du mondial junior organisé au Canada, elle joue deux rencontres.
Avec l'équipe du Brésil féminine, elle participe ensuite aux Jeux olympiques d'été de 2020 de Tokyo, où son équipe atteint les quarts de finale. Lors du tournoi olympique, elle prend part aux quatre matchs disputés par son équipe.